# Марія Кречунєк «Чукутиха»
Марія Кречунєк «Чукутиха» (нар. 26 квітня 1836, Ясенів Горішній — пом. 1936, Ясенів Горішній) — українська (гуцульська) співачка народних пісень, яка заробляла собі на життя співаючи на весіллях. За переповіданнями, могла три доби співати пісні та жодного разу не повторитися. Отримала славу за кордоном завдяки світлині з люлькою.
Відома також як Гуцулка з люлькою, Стара гуцулка, Чукутиха з люлькою, Чукутиха в перемітці, Чукутиха з палицею.

## Життєпис
Народилася 26 квітня 1836 року в Ясенові Горішньому (нині Верховинський район) в родині Василя Кречунєка та Євдохи Костюк. 10 листопада 1867 року вийшла заміж за Йосипа Полєка (1830—1917), якого всі кликали Чукут — замкнений у собі, відлюдькуватий, скритний. У їхній родині було п’ятеро дітей: Юрій (1852 р. н.), Євдоха (1867 р. н.), Іван (1870 р. н.), Миколай (1875—1910) і Єлена (1881—1923).
Марія заробляла на життя, співаючи пісні на весіллях. Про неї казали, що вона могла три доби співати пісні і не повторитися жодного разу. Її улюблений приспів звучав так:
|  | А я собі заспіваю, выт типер до рано, Єк си будем розходити, шо би нам ни банно. |

Померла 1936 року в 99-річному віці. Похована на цвинтарі біля церкви, недалеко від місця, де вона жила, у Верхньому Ясенові.

## Фото «Стара гуцулка»

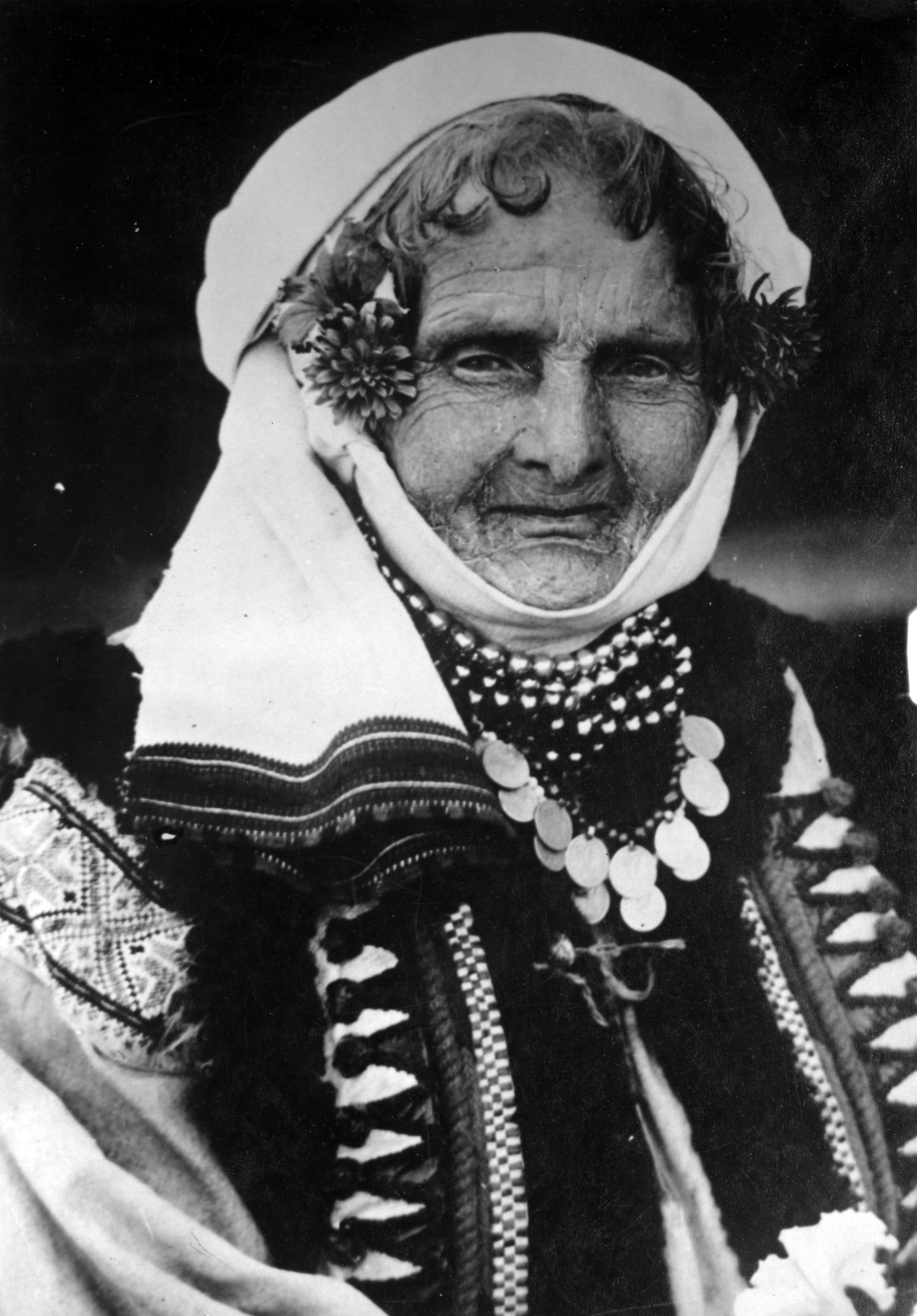
Чукутиха в перемітці

У 1920-х до Верховини переїхав військовий фотограф Микола Сеньковський. Він фотографував гуцулів, їхні ремесла, побут, пейзажі та продавав знимки по всій Європі. 1926 року він сфотографував 90-річну Марію Чукутиху у святковому вбранні з люлькою. Фотосесію автор назвав «Стара гуцулка». Знімки ввійшли до збірки «Гуцульські типи». 
А вже 1931 року знімок, на якому Чукутиха зображена з люлькою, був представлений на Міжнародній європейській фотовиставці в Парижі. Портрет здобув гран-прі — найвищу нагороду.

## Пам’ять
- Серед верховинців побутує вислів «А шо ти так вивбираласи єк Чукутиха?», оскільки старожили запам’ятали, що Марія любила вбиратися у святкове гуцульське вбрання, крутила кучері та прикрашала голову різними квітами[2].
- 2012 року в пам'ять Марії Кречунєк на Верховинщині започаткували та провели перший фестиваль гуцульської співанки[6], і того ж року краєзнавці Іван та Ярослав Зеленчуки дослідили історію Марії Кречунєк та знайшли правнука Марії — Миколу Максим’юка[4].
- 2016 року видавництво «Артбук» опублікувало книгу «Микола Сеньковський. Карпатські листівки 1925–1932», яка в значній мірі присвячена «Старій гуцулці»[7].
- 2020 року в селі Рівня Верховинського району відкрили Музей Марії Кречунєк. Музей знаходиться у хаті, де мешкала внучка Марії, яку вона виховувала[8].